# NGC 4393
NGC 4393 este o intermediate spiral galaxy⁠(d) situată în constelația Părul Berenicei. A fost descoperită în 11 aprilie 1785 de către William Herschel. Se află la o distanță de 11 megaparseci de Pământ.